# Pat Burns
Patrick John Joseph Burns (Saint-Henri, 4 aprile 1952 – Sherbrooke, 19 novembre 2010) è stato un allenatore di hockey su ghiaccio canadese.
Nella National Hockey League ha allenato i Montréal Canadiens dal 1988 al 1992, i Toronto Maple Leafs dal 1992 al 1996, i Boston Bruins dal 1997 al 2000 e i New Jersey Devils, con cui ha vinto la Stanley Cup nel 2003, dal 2002 al 2004.
Nel luglio del 2005 i Devils hanno annunciato che l'allenatore Pat Burns non sarebbe tornato per la stagione 2005-06 essendogli stato diagnosticato un cancro per la seconda volta in meno di un anno.

## Premi
Ha vinto il Jack Adams Award, come miglior allenatore, con tre squadre diverse: i Canadiens nella stagione 1988-89, i Maple Leafs nella stagione 1992-93 e i Bruins nella stagione 1997-98.
È l'unico allenatore nella storia dell'NHL che ha vinto questo premio tre volte.